# ラーンナー

ラーンナー

1540年頃のラーンナー（青）

ラーンナーは、ラーンナー王朝（北タイ語: , タイ語: อาณาจักรล้านนา, ラテン文字転写: Xanacakr Lan Na、現在のタイ）、もしくはその支配領域であったラーンナー地域を指す。また、これらの地域で育まれた文化をラーンナー文化という。またチエンマイ王朝ともいう。元の冊封を受けた際は八百媳婦国と呼ばれた。

## 地域
ラーンナーないしラーンナー地域と称する場合、多くの場合はタイ北部のチエンマイ県、チエンラーイ県、ラムプーン県、ラムパーン県、ナーン県、パヤオ県、プレー県、メーホンソーン県などの領域を指していう。広義のラーンナー地域は、狭義のラーンナー地域に加え、南はターク県バーンターク郡北部まで、西はサルウィン川東岸地域まで、東はメコン川西岸地域すなわちラオス領のサイヤブーリー県、北はミャンマー領のシャン州あるいは中華人民共和国領のシーサンパンナ・タイ族自治州まで拡大して解釈される。

## 名称
現在、日本語ではラーンナー（タイ語: ล้านนา）と表記するが、かつてはタイ語で 「ラーンナー」を ล้านนา（百万の田）と表記するか ลานนา（多くの田）と表記するかという表記の揺れをめぐって論争があった（大前提としてこれらは本来ラーンナータム文字によって表記されるべきものであるが、ここでは便宜上、タイ文字で表記する）。
「百万の田」表記は、16世紀頃の碑文に見られるものであるが、この時代の文字表記はそれほど厳密なものではなかったため、この表記が必ずしも「正しい」とはいえない。ただ、ナーン県などを中心とする地域から発見された古文書群によれば、ラーンナーはパーリ語由来の国号（タイ語訛りで「タサラッカケータナカラ（タイ語: ทสลกฺขเขตฺตนคร）」と読む）を有していたと記されており、この国号は「百万の田の町」という意味がある。この古文書群に従えば、「百万の田」表記が「正しい」とも推測できる。一方で、「多くの田」表記はチャクリー王朝初期に現れ始め、その後20世紀には多く流布し、学術書などにも見られるようになった。1967年以降は研究者達によって、明確な根拠なく「百万の田」表記が推奨されていた。
1980年に、タイ北部古文書などの研究者として知られるハンス・ペントが、1553年にチエンラーイで作成されたチエンサー碑文について調べ上げ、考察を発表した。この碑文における「百万の田」表記の存在が決定的となって、「百万の田」表記が学会の定説となった。
1983年、チエンマイのマンラーイ、スコータイのラームカムヘーン、パヤオのガムムアンのタイ族三王が集まり同盟したことを記念するための歴史書の編纂をチエンマイ県から命じられた地元の郷土史研究家グループは「百万の田」表記を採用したラーンナータイ (タイ語: ล้านนาไทย) という言葉を用いた。これにより、ラーンナータイ王朝とも呼ばれる。
1987年、歴史学者のプラスート・ナ・ナコーンは、ラーンナー（タイ語: ล้านนา）の「ラーン」（タイ語: ล้าน）とラーンチャーン（タイ語: ล้านช้าง、「百万の象」の意）の「ラーン」（タイ語: ล้าน）とが平行するものであるという説を発表し、広く受け入れられた。

## 略史
マンラーイによって1292年に成立したとされる。時代や統治形態などにもよるが都は現在のチエンマイとしていた。マンラーイ朝出身の王により代々統治がなされ、南方のスコータイ王朝やアユタヤ王朝などとは全く別の覇権を築き上げた。しかし、1558年以降ビルマの支配下に入り、徐々にビルマの一部と化したが、18世紀以降、反ビルマ運動が盛んになり、1774年に南方シャム王のタークシンに寝返り、その後もチャクリー王朝の朝貢国となった。その後、チャクリー改革により中央集権化が図られるまで、チェットトン王家率いるチエンマイ、ラムプーン、ラムパーン（これらには現在のメーホンソーン県、チエンラーイ県、パヤオ県なども含まれる）、ナーン王国、プレー王国が半独立を維持し続けた。

## 歴史

### 建国前史

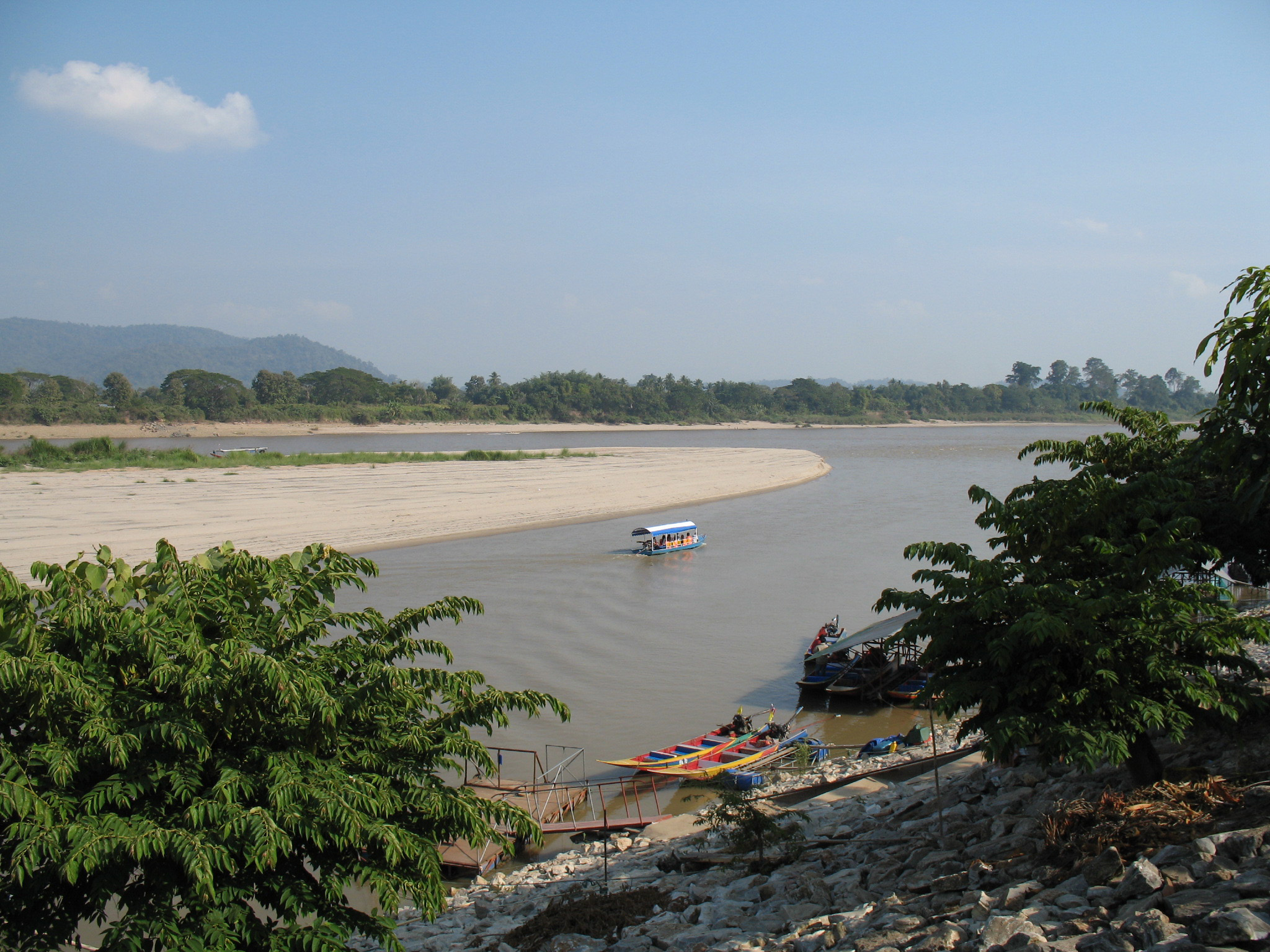
チエンセーンから見るメコン川

1261年にグンヤーン王国（ヒランナコーングンヤーンとも。現在のチエンセーン郡）の君主となったマンラーイはコック川周辺のヨーン地域にある諸都市（ムアン）を、同盟あるいは攻撃し、自らの支配下に置き領土を広げた。一方でモンゴル帝国の雲南への侵入（雲南・大理遠征）に悩んでいたマンラーイは1262年に、チエンラーイに遷都した。
1292年、マンラーイは南シナ海への貿易港路開拓のため、チャオプラヤー川上流のピン川にあったハリプンチャイ王国を攻撃しモン族を壊滅させた。一方、侵略したユワン族に文化的に進んでいたモン族から多大な文化的影響を受け、建築、ラーンナータム文字、仏教などに見られるような独特のラーンナー文化の源流となった。

### マンラーイ朝

#### 黎明期

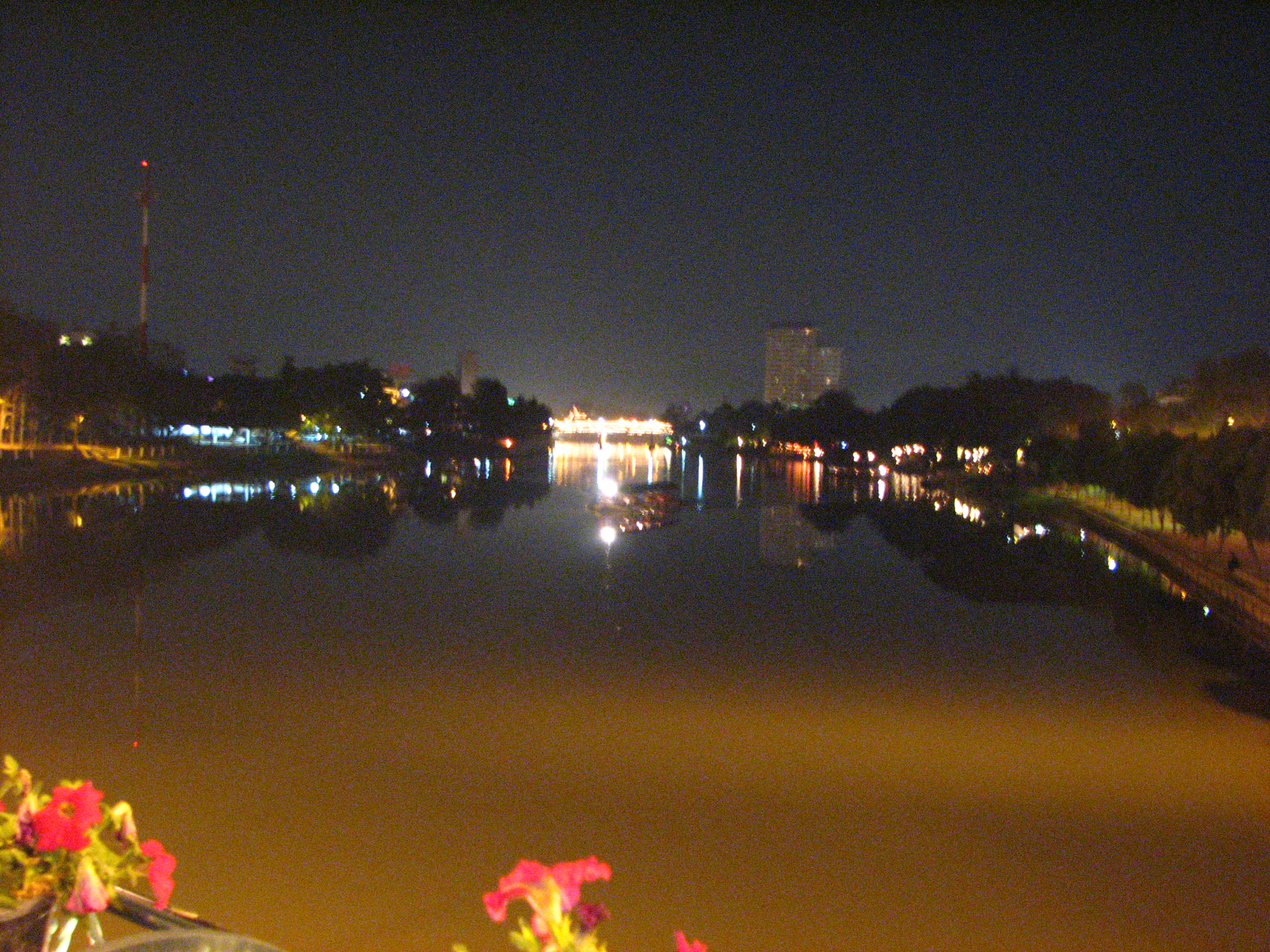
チエンマイにあるピン川

1294年、マンラーイはピン川上流のウィエンクムカーム（現在のチエンマイ南部）に遷都。その後1296年にチエンマイに遷都した。一般にこれがラーンナー王朝の成立と考えられている。その後の晩年のマンラーイは元からの侵攻を防ぐため、シャン族に援軍を送っているが、1311年、マンラーイの死んだ頃に、元の朝貢国となっている。
1325年に王位についたセーンプーは、チエンセーンを建設し北方諸都市の防衛拠点を築いた。また、1334年に王位についたカムフーはパヤオ王国に侵攻し、プレー王国を占領しようとしたが失敗した。その次1336年に王位についたパーユーは歴代の王として初めて仏教を積極的に保護した王として知られる。

#### 繁栄期

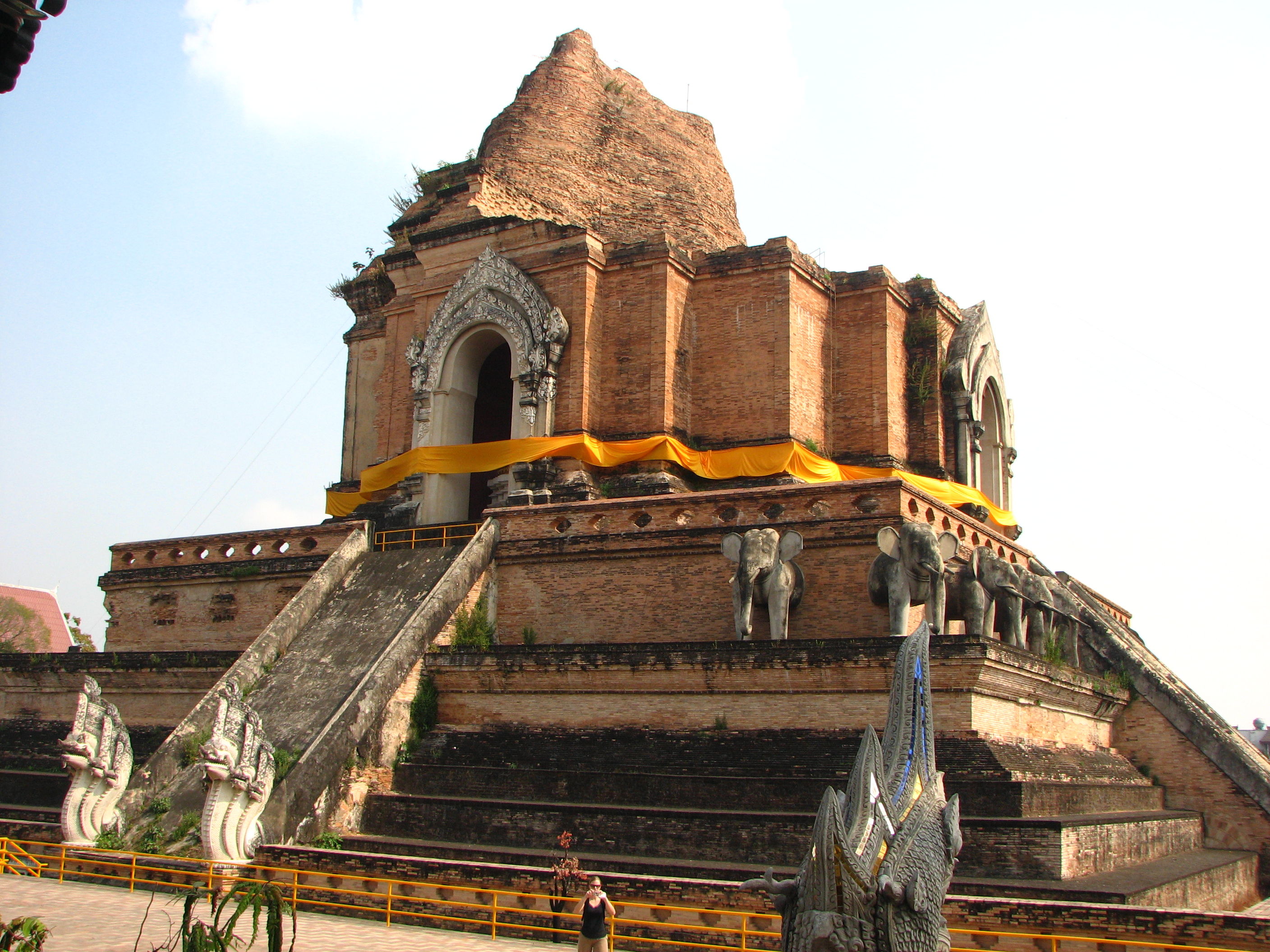
ワット・チェーディールワン仏塔。繁栄期に建設された仏教施設の1つ。1545年の地震で崩壊した

ラーンナーが大きな繁栄を見せたのは、クーナー王（1355 - 1385年）の代からで、ラーマン派（旧ランカーウォン派）と呼ばれる仏教を保護し、スコータイからスマナー長老を招き、ワット・スワンドークを建設して仏教の一大中心地を作り上げた。その後サームファンケーン王（1402 - 1441年）の代には、長きにわたり滞っていたラーンナーの朝貢に対して侵攻してきたチン・ホー族（雲南のムスリムを呼ぶ言葉）を追い返し、明の支配下から独立した。
ティローカラート王（1441 - 1487年）はラーンナー王朝における絶頂期の王として知られる。ティローカラートは即位から10年間は当時独自の王国を築いていたナーンとプレーを版図に加え、国力を増強した。その後、南進を進めヨム川上流のピチットを、ティローカラートに帰順したピッサヌロークの国主プラヤー・ピッサヌロークと共に攻め入った。1460年にスコータイ（スコータイ自体、アユタヤ王朝の支配下にあった）の支配下にあったチャリエン（現在のシーサッチャナーライ郡）がラーンナーに帰順すると、今度はピッサヌロークとカムペーンペットを攻撃したが失敗。しかし当時、ラーンナーの南に台頭してきたアユタヤの王トライローカナートは、この侵攻に堪えきれず北進を開始し、ピッサヌロークに遷都する一方、膠着していた戦いを収め、ラーンナーと表面上は友好関係を結んだ。結局ラーンナーとアユタヤの対立は1474年まで続いた。この両国の戦いは同時代のアユタヤ人に影響を与え、この戦争の様子を描いた文学作品『リリット・ユワンパーイ』を生み出した。
1480年、後レ朝ダイベトのレ・タイントンがラーンサーン王国に侵攻し、国王を殺した。ティローカラートは、このときにラーンナーへ逃げてきたラーンサーンの王子パヤー・サイカーオを保護し、これを追ってラーンナーへ侵攻してきたレ・タイントンを撃退した。この後パヤー・サイカーオはラーンサーンの王位につき、ラーンナーと強力な友好関係を結ぶ。また、この戦いに勝利したことにより、ティローカラートは明から報奨を受け取っている。
この他、ティローカラートは国内の仏教保護に努め、シーホン派（新ランカーウォン派）と呼ばれるスリランカ式の仏教を導入し、ワット・パーデーンと呼ばれる寺院を建設した。シーホンの僧達はパーリ語の学習を強調し、ラーマンの僧達もこれに応じる形で国内にパーリ語ブームが巻き起こり、1477年にはワット・ポータラーム（ワット・チェットヨート）で8回結集が行われ、トリピタカ（サンスクリット: त्रिपिटक、三蔵）の編纂が行われた。このときに編纂されたトリピタカはラーンナーのいくつかの派において基本経典となった。
これらのラーンナー文化の繁栄はケーオ王（1495 - 1525年）まで続くことになる。ケーオはワット・プッタラームおよびワット・シースパンを建設。毎年ワット・ハリプンチャイに喜捨するなど、きわめて精力的であった。このため、多くの仏僧学者が誕生し、仏教を中心とした文学、歴史、天文学などが花開いた。
一方、1523年から崩御するまで、ケーオはケントゥンに出兵し敗北。多くの権力者や兵士らを失った。このような人材と、人口の減少は国内を大きく疲弊させ、ラーンナーの衰退の一因を作った。

#### 衰退期
衰退期のラーンナーにおいては、国王の威光も衰退し、台頭してきた官吏らによる政治が行われた。1525年のケートクラオの即位は官吏らの指名によるものである。ケートクラオはそれまでムアンノーイという一地方の国主であり、チエンマイに政治基盤を持たなかった故に、脆弱であった。1535年にラムプーンの国主によるクーデタが起きる。これは失敗に終わるが、1538年官吏らによってケートクラオは王位を簒奪され、ケートクラオの子、チャーイが官吏らに擁立された。しかし5年間の統治の後チャーイも暗殺され、再びケートクラオが擁立されるが、これも2年後に暗殺される。
その後官吏らにより誰を国王に擁立するかで一悶着あったが、結局ラーンサーン王国からケートクラオの甥に当たるセーターティラートを招くことで決着し、セーターティラートがルアンパバーンからチエンマイに到着するまでの間、セーターティラートの祖母チラプラパーが代理で統治した。1546年、セーターティラートはラーンナーの王位につくが、2年後にラーンサーン王の父ポーティサラが死ぬと、ルアンパバーンに帰った。このため、ラーンナーをチラプラパーが再び代理で統治したが、王位が空位になり大いに混乱を来した。
1551年にメクティ（メーク）が王位につくが、1558年東方への領土拡大を狙ったタウングー王朝のバインナウンの侵攻に遭い、その支配下に入り、独立国としてのラーンナー王朝は終わりを告げた。その後、マンラーイ王家はチエンマイの土地を引き続き認められるが、1564年から1578年までウィスッティテーウィー女王が君主としてチエンマイを統治した。

### ビルマ占領時代

#### 前期
1558年以降の占領においてバインナウンの統治方法は、必ずしも軍事力だけに物を言わせた強権的な政治ではなかった。帰順した国主には基本的に今までと同じ統治を認め、またメーク王も（副王（ウッパラート）として）引き続き統治を許された。バインナウンはチエンマイをラーンナー諸都市の支配の中心と位置づけ、多くのビルマ兵をチエンマイに配備した。
また、旧ラーンナーのタイ族の諸都市の国主も引き続きバインナウンの元で統治を認められるが、一方で朝貢を怠ったり、命令を遂行できなかった場合、重い刑罰（主に死刑）が科された。また、都チエンマイにはビルマ兵が置かれ、常時厳重な監視下にあったが、旧ラーンナーの諸都市ではそれほど影響力はなかった。このような中、ラーンナーに帰順していた諸都市は、ラーンナーの権威失墜も手伝い、離反の様相を見せるようになる。
1578年、マンラーイ王家の女王ウィスッティテーウィーが崩御してマンラーイ王家は終わりを告げた後、ビルマ人ノーヤターミンソーがチエンマイの国主に任命された。するとチエンセーンを中心とするヨーン地域ではアユタヤ王朝に擁立されたパヤー・ラームデーチョー（1596 - 1601年）が即位し、ラーンナーは分裂した。1607年にはチョーイがチエンマイの王に擁立されるが、チャイティップとその取り巻きによるクーデターがその2年後に起こり、チエンマイは混乱した。このためビルマ王のアナウペッルンが、1614年混乱収拾のためチエンマイに侵攻しナーンの国主、パヤ・ポンスークサイをチエンマイの国主に任命した。さらに分裂していたチエンセーンを支配下に置き、チエンセーンはラーンナーの北方諸都市の支配の中心として、ビルマに任命された国主を置いた。しかし、パヤ・ポンスークサイはビルマから離反し、チエンマイを独立させようと目論んだ。1631年、アナウッペルンの弟サールンはこの反乱を鎮圧、チエンマイの実質的支配に当たった。
サールンの元、チエンマイは行政改革を行う。チエンマイの国主としての副王（ウッパラート）制度を廃止、代わりに「長」を置いた。また、国主の裁判権を廃止し、枢密院や新たな裁判制度を設け、枢密院による「長」の任命を行った。これにより、チエンマイ国主の地位は低下した。また、農民の移動を禁止し、各都市ごとに1000人の兵力を常時駐屯させた。これらのサールンの改革によりラーンナー地域の混乱が収まった。

#### 後期
1650年から1663年までチエンマイの国主であったセーンムアンはアユタヤに、ビルマに対する戦争を起こすための援軍を求めた。1660年頃、これに応じる形でアユタヤ王のナーラーイがチエンマイに軍を送ったが、その頃までに状況は変化し、ビルマの報復を恐れたチエンマイはアユタヤに反旗を翻した。この頃から、ラーンナーはビルマの属国というよりもむしろ、ビルマの一部と見なされるまでになっていた。
ビルマがコンバウン王朝に交代するとラーンナーは2分割され、1701年、チエンマイを中心とする南方地域と、チエンセーンを中心とする北方地域に分割された。一方でラーンナーはビルマとそれぞれの国の重税により疲弊するようになり、徐々に行き詰まりを見せ始めた。
1732年、ワット・ナーヤーンのトンブンと呼ばれる僧とその集団が、「呪術を用いる」ことで疲弊していた農民の支持を集めはじめ、ついに集団で還俗し武装蜂起した。結局、この反乱は鎮圧されるがこれを機に、ラーンナーは再び混乱する。これに対し、ビルマのシンビューシンは1763年チエンマイ討伐に出る。この後、チエンマイの統治はビルマ語で「ポー」と呼ばれる将軍が統治することになった。ビルマ占領下最後のチエンマイの国主ポー・マーユグワンは、ノーイプロームやチャーバーンの反乱を抑え込む。
しかし、ビルマは清との戦いに疲弊しており、南に新しくできたトンブリー王朝の加勢もあり1774年、ついにチエンマイを失う。パヤー・チャーバーンは、チエンマイの国主に任命され、後にチエンマイの王となるカーウィラはラムパーンの国主となった。

### 復興ラーンナー王朝

#### チャーバーン
チャーバーンは先だって1771年、ビルマに戦争を仕掛けるが、手勢は300人程度で、ほとんど武装していない烏合の衆であり、多勢に無勢で子が戦死するなどして負けた。この頃のラーンナーはタークシン派とビルマ派に分離しており、互いにしのぎを削っていた。この後、寮内のカーウィラと共にトンブリーまで行き、タークシンに加勢させ、1774年ついにチエンマイを陥落させた。
この後、チャーバーンはワット・プラタートハリプンチャイで正式にチエンマイの王位に就き、トンブリー王朝の朝貢国となった。この際、カーウィラはタークシンに姪を捧げ、また妹をチャオプラヤー・スーラシー（ブンマー）と結婚させ、トンブリーないしチャクリー王朝との連帯関係を築いていた。
この頃のチエンマイは混乱と度重なる戦争で廃墟と化しており、深刻な食糧不足に見舞われた。このためチャーバーンは仕方なく1776年ラムパーンに遷都するが、1779年、タークシン王の怒りを買って牢獄に入れられ死亡した。後、タークシンの乱心が顕になると、ラーマ1世が即位し、チエンマイ王にはカーウィラが指名された。

#### チェットトン朝
チエンマイの王となったカーウィラは、チエンマイが廃墟と化していたため、もっぱらラムパーンに住み続け、減りに減った人口の回復に没頭した。一方、未だビルマの影響下にあったチエンセーンやケントゥンを攻撃し逃げてきた人々を保護する、あるいは強制移住させる方法で、1813年までに、ラーンナー北部の諸都市はほとんど廃墟とした。このような方法で人口を増やす方法は、カーウィラだけでなく、後に続く王達も行った。
1796年、カーウィラはチエンマイを再建、マンラーイ朝における古い儀式を復活しレガリアを定め、仏教を保護し、寺院を建て自らの威信を高めた。またカーウィラは、1805年にラムプーンも再建し、チエンマイ、ラムパーン、ラムプーンの国主の座を自分の兄弟達で独占した。これによりカーウィラのチェットトン王家はラーンナーにおけるもっとも有力な家・王朝を築いた。
その後、チェットトン王家によるチエンマイの支配は、9代続き、8代目のインタウィチャヤーノン（1901 - 1909年）の代にモントン・パヤップが成立、チェットトン家による専制支配は終了し、実質チャクリー王朝の支配下に入り、ケーオナワラット（1911 - 1939年）を最後に、ラーンナー王朝は終わりを告げた。

## 政治
マンラーイ朝の元ではマンラーイ法典と呼ばれる法典が重きをなし、国の基本法典とされ、これにより統治・刑罰・取引などが行われた。首都はチエンマイで、ラムプーンはチエンマイの衛星都市であった。チエンラーイは副都でいわゆる副王（ウッパラート）が治める町であり、その他少数の、王族により治められる都市が定められていた。
それ以外のムアンプラテーサラート (タイ語: เมืองประเทศราช、以下ムアンと呼ぶ) と呼ばれる都市の長（国主）はチエンマイの王による任命であった。任命された国主は国王から給与は与えられず、自らの領有するムアンにおける税収から、官吏を養い、チエンマイに朝貢する運命であった。
一つのムアンにはパンナー (タイ語: พันนา、「千の畑」) と呼ばれる行政区分が置かれた。パンナーごとに国王への納税の負担が割り当てられた。パンナーの数によってムアンの規模が決まった。たとえばチエンラーイなどは32のパンナーがあり、パヤオは36のパンナーがあり、これらの都市は比較的大きい都市であった。パンナーの長はムーン (タイ語: หมื่น) の称号が授けられた。その下に「ムーンナー (タイ語: หมื่นนา)」、「ラームナー (タイ語: ล่ามนา)」、「パンナーラン (タイ語: พันนาหลัง)」、「セーンナー (タイ語: แสนนา)」の称号を与えられた官吏らが働いていた。
またパンナーの下にはパークナー (タイ語: ปากนา、「百の田」) と呼ばれる村落の連合体があった。パークナーにはパン (タイ語: พัน) という称号を有した長が置かれ、その下にパーク (タイ語: ปากนา) と呼ばれる官吏らがいた。一番下位を構成する行政区分が村（ムーバーン）で、その長は「ケーバーン」と呼ばれた。
これらに住む下級の人民は「カー」と呼ばれる奴隷と「プライ」と呼ばれる平民からなっていたが、両方とも国主の有するものと考えられていた。またこれらの領土や人民は国王の許可なく寺院に寄付することができた。
このように各ムアンごとに自主性が高く、ラーンナー全体の統一性に欠いていた。このため、国王は国主を罷免したり、処刑したりすることもあった。また、文学や宗教を用いマンラーイ王家の威厳を高めた。たとえば、『マンラーイの教え』は「王族でなくば王位を望むな。貴族でなければ官位を望むな」という教えを説いている。また、寺院への寄進はしばし、国王の威厳や正当性を主張する手段として用いられた。
また、ラーンナーでは同じタイ族のアユタヤ王朝と異なりラーチャーサップと呼ばれる複雑な絶対敬語を生み出さなかった。これには、ラーンナー王朝がクメール王朝の影響を受けなかったこと、それが故にヒンドゥー式の階級構造が発生しなかった。そして、国王の名前などにヒンドゥー教の神の名（たとえば、アユタヤのラーマーティボーディーなど）が現れておらず、国王が現人神（デーヴァラージャ）と見なされることがなかったためであるといえる。また、ラーンナー社会の規模の小ささなども挙げられる。国王に対しては、通常の敬語を用いられることが一般的であった。ただ、仏教の守護者としての仏法王（ダルマラージャ/ダンマラージャ）の概念はあり、これは前述したように、仏教の威厳を高揚するために用いられた。また、国王の世襲方法は明確に決まっておらず、実力や権力、官吏ら支持者の数で決まるものであった。
特に、ラーンナーはどこにおいても人口不足気味であり、マンラーイ法典は、人民が土地を捨てて逃げ出すことを固く禁じた。人民は一年に月1か月から4か月の間、政府のもとで働いた。しかし、人口が極端に不足していたため、統治者側にも人民が逃げ出さないようにするための心配りが求められた。それでも戦時などは、兵役における規則・罰則の重さを避けるため、どさくさに紛れて逃げ出す者も少なからずいた。
また、ムアンの中心には税収を増やすための市場が置かれ他のムアンとの交易が行われた。特に官吏らがこれらの商売に参加することがあった。また、樹脂、蜜、象牙、サイの角、カテキュ（黒色染料）、スオウ（蘇木、赤褐色染料）、シカの角や皮革などの森林由来の製品は専売品とされ、人民から何らかの形で進上され、主にアユタヤに輸出していた。これらの専売品や禁止物（アヘンなど）以外は、自由に交易が許されていたと推測されている。これに対し国王は適切な取引価格を守ることを求めるのみにとどまった。
ビルマの占領により、ラーンナーは南方のチエンマイー管区と北方のチエンセーン管区に分けられた。これらの管区の首都である、チエンマイ、チエンセーンにはミョーウン (myowun) と呼ばれる総督が置かれ、シトケ（Sitke,タイ語: เชคคาย, ชคาย, จักกายとも）が軍事面でのミョーウンの補佐役として置かれた。そして、首都の農作地はナーサーイ（タイ語: นาซ้าย、左の田）、ナークワー（タイ語: นาขวา、右の田）の2つに分けられ、その下で、パンナーを管理する形で運営がされた。また、国王の秘密の監察官も派遣されている。
各ムアンにおける長はパヤーあるいはチャオファー（多くの場合シャン族の王族）が派遣されたが、ミョーウンやシトケに比べれば、限られた権力しか持っていなかった。
一方、復興されたラーンナー王朝（チェットトン朝）はチャクリー王朝の属国であり、朝貢国であった。特に森林由来の製品に関して朝貢が義務づけられていたものの、チェットトン朝は1つの王国であり、内政面では大きく干渉されることはなかった。また朝貢国はラーンナーに限らず、どこの王朝にも義務づけられており、必用に応じてチャクリー王朝に軍隊を提供する義務を負った。

## 経済
ラーンナーは農業を中心とする国家であった。建前上の話としては、ラーンナーの国土は国王のもので、人民は国王の労働力であり、それをサックディナー制のもと管理することとなっていた。しかし、国王一人ではとても管理できないがために、官吏や寺院に領地と人民を渡し、治めさせていた、ということが前提条件であった。
国土は肥沃で、ほとんどの地域で自給自作が可能であり、村だけで社会が成立できたともいえる。このような村社会はメコン川やその支流、ヨム川、ピン川から耕作のための灌漑運河を掘り、田を耕しており、その生産余剰の多さは、雲南のホー族におおよそ540トンもの米を朝貢していた事実からもうかがい知ることができる。
一方、国王自身も田畑を有しており、徴用で集められた人民を使い、働かせていた。もっとも、建前上の話でいえばすべてが国王の土地であり、他者に貸しているだけであるため、強制的に「取り返す」こともできた。ただ、人民にもある程度の土地の権利は保障されており、また、開墾も奨励され、開墾から3年間は免税された。
商業もまた盛んであった。チエンマイの商人は遠くはパガンまで行ったという記録も残っている。また、チエンマイはホー族、ビルマ人、シャン人などが訪れ、貿易の中心地であった。また、チエンマイが面するピン川はチャオプラヤー川に通じており、アユタヤとの貿易の中心地であった。アユタヤとは前述した樹脂、蜜、象牙、サイの角、カテキュ、スオウ、シカの角や皮革などの森林由来の製品は、アユタヤへの最重要輸出品目であった。アユタヤにはチエンマイからの森林製品を保管する倉庫があった。特に蜜については記録が残っており、ムーン・セーンナムプンと呼ばれる官僚の役職が設けられ厳重に管理されていたことが分かっており、他の品目に関しても同様であったと推測される。この貿易により、ラーンナーは大きな富を蓄えた。

## 外交
ラーンナーは周囲のほとんどがタイ族に囲まれており、大まかに北方系のタイ族と、南方系のタイ族との交流が外交の中心となった。むろん、元や明の朝貢国であったことも特筆すべき事項である。

### 北方
北方のタイ族とはおおむね、同じ宗教、似た言語、文化を有しており、きわめて良好な関係にあったといえる。
チエンルン（シップソーンパンナー、景洪）は、ラーンナーの都がチエンセーンにあった時代には、メコン川で繋がっており、極めて良好な関係を保っていた。マンラーイが死に元への朝貢が始まると、両者の関係は密接になり、記録によればセーンムアンマーの妻にチエンルン出身者がいたことが分かっている。また、セーンムアンマーは仏教を広め、ラーンナータム文字を広め、タイルー文字を生み出す基礎を作ったといえる。この間にあった、ケントゥン（チエントゥン）はマンラーイの代に元からの侵攻を避けるために建てられた要塞都市で、朝貢後は、雲南とラーンナーをつなぐ交通の要所になった。
西にあるムアンナーイはマンラーイが子のクルアを送り統治させた地域で、クルアが現地のシャン族から「ナーイ（タイ語: นาย、ご主人様）」と呼ばれていたことから、ムアンナーイと呼ばれるようになった。これらの地域は、ラーンナーの朝貢国であったが、ラーンナーが衰退期に入り国力が衰えると、チエンマイに攻め入ったりもしている。
東方のラーオ人とは極めて密接な関係にあり、そのラーンサーン王国とは親密であった。ダイベトの侵攻に対してティローカラートは援軍を送って撃退しているし、ラーンサーンの王子、セーターティラートはラーンナーの官吏らの招きでラーンナーの王位に上っている。ナーン年代記によれば、スコータイ王国とも、ラーンナー、ラーンサーンはともに親密な関係を築いていたとしている。
ラーンナーが復興されると、今度はこれら北方の町は、ビルマ側の町となり、必ずしも友好的な存在とはいえなくなる。チャクリー王朝はラーンナー王朝に対し、チエンルン、ケントゥン方面への出兵を命じたことがある。1849 - 1850年、ラーンナーはチエンルンの内乱に乗じ出兵しており、また、ラーマ4世（モンクット）もビルマが大英帝国相手に疲弊してきた1852年、ウォンサーティラートサニット親王を差し向け侵攻している。さらに、戦況が好ましくないので1854年にさらに、チャオプラヤー・シースリヤウォンをして援軍に向かわせている。これらの侵攻は、いずれも地元のタイ族の官吏や国王などが要請したものであったが、地元の軍隊の協力が得られず結局は失敗に終わる。
これら北方に対する領土拡大はラーンナーだけでなく、チャクリー王朝にとっても悲願であったといえる。ラーマ5世（チュラーロンコーン）は1884年のいわゆるチャクリー改革により、ラーンナーにモントンを設置するが、このころ官吏はチエンルンをタイの版図に組み入れようとしていた。しかし、1885年大英帝国がビルマへの侵攻を完了すると大国を相手に回す事への躊躇から、シャン族やタイ・ルー族への領土拡大はお蔵入りとなる。

### 南方
南方のタイ族国家、スコータイ、アユタヤなどとラーンナーは微妙な関係にあった。三者ともピン川、さらに下流のチャオプラヤー川で繋がっており、貿易では密接な関係にあったといえる。スコータイはラームカムヘーン大王の時代、ラーンナーと対等な関係を結ぶまでに成長していたが、新興国家であったアユタヤや、北で勢力を拡大していたラーンナーの間で相対的に地位が低くなっていった。また、ティローカラート王の時代にはアユタヤとラーンナーは旧スコータイの領土をめぐってしのぎを削った。
復興後のラーンナーではチャクリー王朝の時代となり、ラーンナーはビルマとの軍事的な緩衝地帯となった。またラーンナーはチャクリー王朝の朝貢国となる。

## 君主・国主の一覧

### マンラーイ朝
記録によって年代に差があるため、広く認められている、サラッサワディー博士が各種資料を批判したものを用いた。
- マンラーイ（1261 - 1311年）
- チャイソンクラーム（1311 - 1325年）
- セーンプー（1325 - 1334年）
- カムフー（1334 - 1336年）
- パーユー（1336 - 1355年）
- クーナー（1355 - 1385年）
- セーンムアンマー（1385 - 1401年）
- サームファンケーン（サームプラヤーファーンケーン）（1402 - 1441年）
- ティローカラート（ティローク）（1441 - 1487年）
- ヨートチエンラーイ（1487 - 1495年）
- ケーオ（1495 - 1525年）
- ケートクラオ（ケート、ケートチェータラート）（1525 - 1538年）
- チャーイ（1538 - 1543年）
- ケートクラオ（2回目）（1543 - 1548年）
- チラプラパー（1548 - 1546年）
- サイセーター（1546 - 1547年） - ラーンサーン王
- （不在：1548 - 1551年）
- メーク（1551 - 1564年）
- ウィスッティテーウィー（1564 - 1578年）

### ビルマ占領以降
年代は『チエンマイ年代記』による（ノーヤターミンソーはビルマ人）。
- ノーヤターミンソー（1578 - 1607年）
- チョーイ（1607 - 1608年）
- チャイティップ（1607 - 1613年）
- チョーイ(2回目)（1613 - 1615年）
- ナーンの国主（タイ語版）（1615 - 1631年）
- ルワンティッパネート（タイ語版）（1628 - 1655年）
- セーンムアン（1655 - 1659年）
- プレーの国主（タイ語版）（1659 - 1672年）
- ウッパラーチャ・インチェマン（タイ語版）（1672 - 1675年）
- チェークトラーの子（タイ語版）（1675 - 1716年）
- マンレーナラー（タイ語版）（1716年 - 1736年）
- テープシン（タイ語版）（1736年）
- オン・カム（タイ語版）（1727 - 1759年） - 元ルアンパバーン王
- オン・チャン（タイ語版）（1759年 - 1761年）
- ワット・ドゥワンディーの還俗僧（タイ語版）（1761 - 1763年）
- ポー・アキアカミニー（タイ語版）（1762 - 1768年）
- ポー・マーユグワン（1768 - 1774年）

ビルマ占領からの脱出
- チャーバーン（ブンマー）（1774 - 1779年）

### チェットトン朝
『チエンマイ年代記』、『ヨーノック年代記』、公文書などによる。年代に空きがあるのは中央政府（チャクリー王朝）の承認まで時間がかかったため。
チエンマイ君主
- カーウィラ王（1782-1816年）
- タンマランカー侯（1816-1822年）
- カムファン侯（1823-1825年）
- プッタウォン侯（1825-1846年）
- マホータラプラテート大公（1847-1854年）
- カーウィローロットスリヤウォン大公（1856-1870年）
- インタウィチャヤーノン大公（1873-1896年）
- インタワローロットスリヤウォン公（1901-1909年）
- ケーオナワラット公（1909-1939年）

なお、ケーオナワラットの子が死んだためチェットトン家は断絶したが、ナ・チエンマイ家はチエンマイの名家として男系で現存する。

## ラーンナー史学史
プラヤー・プラチャーキットコーラチャック (チェーム・ブンナーク)が1899年『ヨーノック年代記』を編集し、出版したのが始まりとされる。チエンマイ大学では1964年の開設時から、地域史としてこの『ヨーノック年代記』をテキストにラーンナー史の教育・研究を行った。のち、1970年代から加速度的に研究が進んだ。また、ラーンナー史を教える大学もチエンマイ大学だけでなく、チエンマイ師範大学、パーヤップ大学などが存在する。
ただ、未批判であったり一次史料もあり、考古学的調査も未完ともいえる。ラーンナー王朝が展開した地域は、雲南、ミャンマー、ラオスなど多くの国にまたがっており、政治的・言語的な理由などから、これらの地域すべての地域の文献、考古学資料を網羅するのは難しい。また、タイ国内にも未発見の数の史料（タムナーン）が寺院などに人知れず眠っているとも考えられている。

### 概説書
- Ongsakul, Sarassawadee (Thai text 2001, English text 2005). History of Lan Na. trans. Chitraporn Tanratanakul. Chian Mai: Silkworm Books. ISBN 9749575849
- Penth, Hans (2002). A Brief History of Lan Na - Civilizations of Nothern Thailand. Chiang Mai: Silkworm Books. ISBN 9747551322

### 主要史料
パーリ語史料
- 『ムーラサースナー』
  - 『ジナカーラマーリー』
  - 『チャーマテーヴィーヴァムサー』

タイ北部の史料
- 『チエンマイ年代記』
- 『ナーン年代記』と呼ばれるもの
  - 『チェーヘーン年代記』
  - 『ナーン年代記』
- 『シンハナワットクマーン年代記』（『チエンセーン年代記』とも）
- 『スワンナコームカム年代記』
- タムナーン・ワット類
- タムナーンプンムアン類
- 英雄伝

シャムの史料
- 『ヨーノック年代記』
- 『北方年代記』
- 『アユタヤ王朝年代記ルワンプラスート本』など

ビルマの史料
- 『チエンマイ王統史（ジンメ・ヤーザウィン）』
- 『フマンナン王統史（フマンナン・マハーヤーザウィンドージー）』など

漢文史料
- 『元史』・『明史』などの正史や実録など「八百媳婦国」に関する記述は上記史料の裏付けや、朝貢の記録を見る上で重要な史料となる。

欧米の記録
- Grabowsky, Volker; Turton, Andrew (2003). The Gold and Silver Road of Trade and Friendship: The McLeod and Richardson Diplomatic Missions to Tai States in 1837. Chiang Mai: Silkworm Books. ISBN 9789749575093 - デビッド・リチャードソンとウィリアム・クペールス・マクロードの旅行記を収録
- McGilvary, Daniel (1912). A Half Century Among the Siamese and the Lao: An Autobiography. New York: Fleming H. Revell Company - 再版が数多く出ている
- パヤップ大学が所蔵する宣教師の記録など。